# ランプトンは語る
「ランプトンは語る」（ランプトンはかたる）は、吸血鬼一族の物語を描いた萩尾望都のファンタジー漫画作品『ポーの一族』シリーズのうち、『別冊少女コミック』1975年7月号に掲載された中編作品である。
『ポーの一族』シリーズの第10作にあたり、第3作「グレンスミスの日記」、第5作「メリーベルと銀のばら」、第6作「小鳥の巣」、第7作「エヴァンズの遺書」、第9作「リデル・森の中」など、これまでの作品に登場した人々や関係者たちが一堂に集められ、それまでバラバラだった作品が本作により一連の物語として集束されている。
ストーリーは、登場人物たちが別々の時代、場所に現れる青い目と巻き毛の少年エドガー・ポーツネルが同一人物なのか、あるいは単なる偶然なのか、またエドガーとその仲間たちはバンパネラ（吸血鬼）なのか、不思議な謎の解明に夢中になるというものだが、ラストでは一転して悲劇的な結末を迎える。

## あらすじ
1966年7月、ジョン・オービンがクエントン館で集会を開き、最初に顔だけが違う「ランプトンの絵」と、顔違いのランプトンをモチーフとした他の10枚の絵を参加者たちに紹介する。次にドン・マーシャルが、1950年にその顔違いのランプトンの絵を見つけ、その後に青い目と巻き毛の少年エドガーとアランに出会い一夜を過ごしたこと、彼らと別れた後に顔違いのランプトンがエドガーとうり二つということに気付いたこと、そしてその話を短編作品「ランプトン」として1953年に大学の同人誌に発表したことを紹介する。
話は続き、1964年に英訳出版された『グレンスミスの日記』に、グレンスミス・ロングバード男爵が1865年に不死の一族「バンパネラ」（吸血鬼）が住むポーの村に迷い込み、青い目と巻き毛の少年エドガー・ポーツネルと妹のメリーベルに出会ったことなどが書かれているのを読んで驚いたマーシャルは、著者のマルグリット・ヘッセンに会いに西ドイツを訪れ、そこでマルグリットの甥のルイス・バードから、1959年にガブリエル・スイス・ギムナジウムに顔違いのランプトンと同じ顔のエドガー・ポーツネルがアラン・トワイライトと転入してきたことを聞かされる。その後、マーシャルはマルグリットと結婚し、翌1965年にそれまでの話をまとめて共著で『バンパネラ狩り（ハント）』を発表する。
『バンパネラ狩り（ハント）』を読んでマーシャルたちと合流したオービンは、クエントン館で他の10枚の絵を見つけ、関係者を集めてこの集会を催し、自分も昔エドガーに会い、亡きリデラード（リデル）・ソドサ夫人も子供の頃にエドガーとアランと8年間暮らしていたと話す。
さらにオービンは、関係者として招いたシャーロッテ・エヴァンズと兄のロジャーに、1945年にエヴァンズ図書館で見つけたオズワルド・オー・エヴァンズの遺書とドクトル・ドドの手記を紹介する。遺書にはエヴァンズ家の資産すべてをエドガーとメリーベルに付与することが記され、手記には1820年、オズワルドの孫のヘンリー・エヴァンズ伯爵の前にエドガーとメリーベルが現れ、エドガーにアーネストという少年が血を吸われたことなどが記されていた。
最後にテオドール・プロニス（テオ）が、1959年にガブリエル・ギムナジウムで、エドガーによってバンパネラ化された同級生のマチアスが、別の同級生のキリアン・ブルンスウィッグの首にかみついてきたところを、テオがマチアスに枯れ枝を突き刺して消滅させたという話を語る。
そのとき、火災が発生し皆が逃げ出したが、絵を1枚だけ持ち出そうとしたシャーロッテが逃げ遅れてしまう。そこへ助けを求めて泣き叫ぶシャーロッテの前にアランが現れ、床が抜けて階下に落下しかけた彼女に手をさし伸ばそうとする。しかし、彼女の胸元の十字架のペンダントが目に入ったため思わず手が止まってしまい、そのままシャーロッテは炎の階下に落下してしまう。
炎に崩れ落ちる館を前に、ロジャーはオービンを責めながら泣き崩れる。一方、館から離れた場所でアランも、シャーロッテが持ち出そうとした絵を抱えながら「助けようとしたんだ」とエドガーの胸でむせび泣く。

## オービンによる年表
「ランプトンは語る」の最終ページに、ジョン・オービンにより一連のできごととしてまとめられた年表が掲示されている。
- 1780年 オズワルド・オー・エヴァンズ、遺書を残す。
- 1783年 クリフォード・エヴァンズ[注 2]、館を図書館として市に寄贈。
- 1820年 ヘンリー・エヴァンズ、エドガーとメリーベルに会う。
- 1879年 -  1887年 リデル、森でエドガーとアランと暮らす。
- 1888年 - 1889年 クエントン卿、ランプトンを描く。
- 1934年 オービン、エドガーに会う。
- 1940年 オービン、年とったリデルに会う。
- 1945年 オービン、図書館でエヴァンズの遺書を見つける。
- 1950年 ドン・マーシャル、ランプトン画を古い館で発見。国定公園で、エドガー、アランと一夜を過ごす。
- 1953年 ドン・マーシャル、同人誌に「ランプトン」発表。
- 1959年 西ドイツ、ガブリエル・ギムナジウムにエドガーとアラン現れる。
- 1960年 マルグリット・ヘッセン、『グレンスミスの日記』発表。
- 1964年 マーシャル、マルグリットと会う。結婚。
- 1965年 『バンパネラ狩り（ハント）』をマーシャル発表。これを見たオービン、仲間に加わる。クエントン館を買い入れる。画布多数発見。
- 1966年 ルイス、テオを訪ねる。クエントン館での集会と発火。シャーロッテ・エヴァンズ死亡（14歳）。

## ランプトンの絵

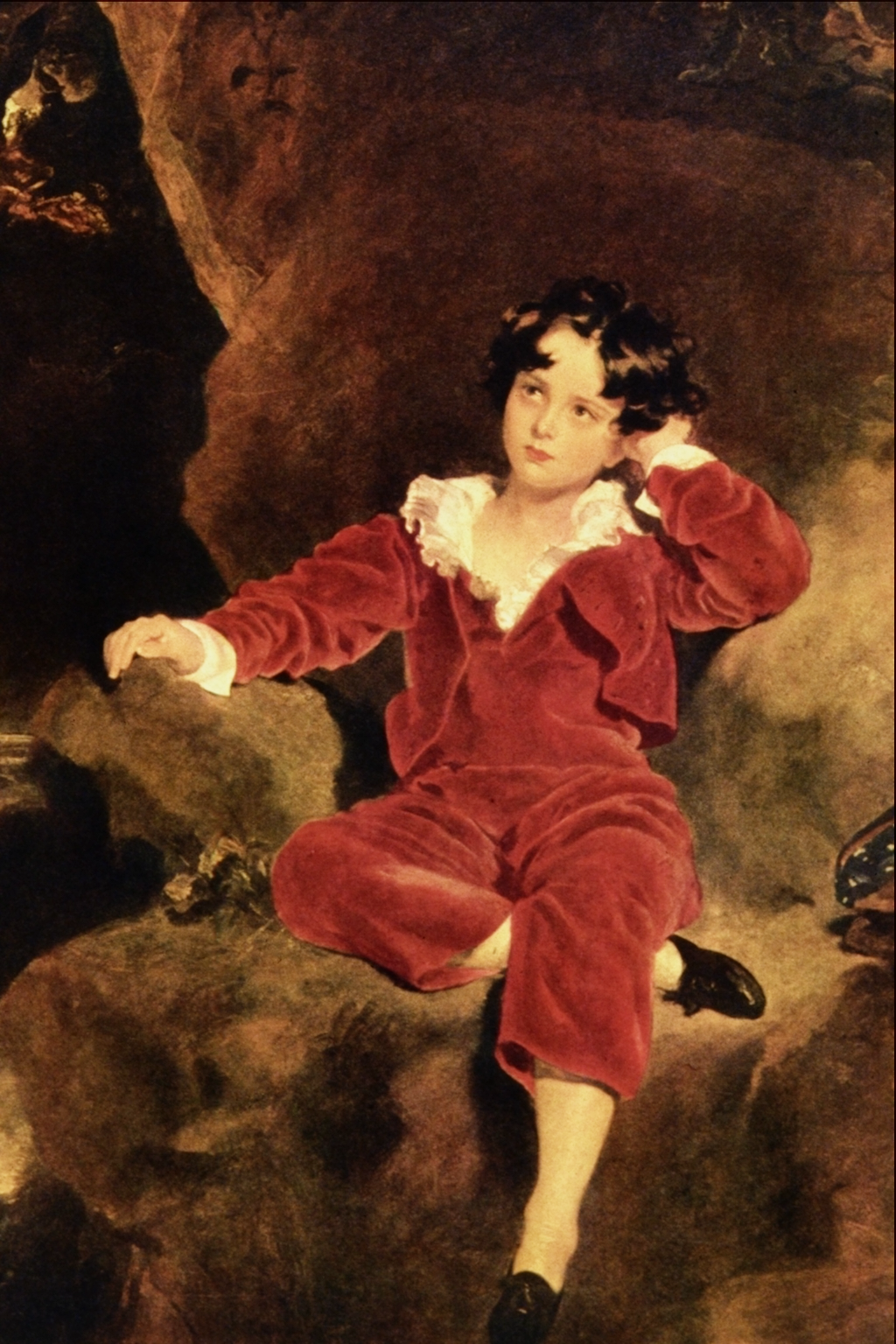
トーマス・ローレンス作　ランプトン少年像、1825年

- トーマス・ローレンス（1769年 - 1830年）が1825年に描いた作品「ランプトン少年像」 (Master Charles william Lambton)。イギリスではこの絵の図案による4ペンス切手が1967年に発行されている[3]。
- 「ランプトンは語る」ではアーサー・トマス・クエントン卿により、顔だけをエドガーに変えた複製画を含めてこの絵をモチーフにした絵が合計11枚描かれている。
- これらの絵はクエントン館の火災とともに焼失したが、そのうちの10枚目「庭先のランプトン」と題された絵だけがアランによって持ち出されたため燃えずに残っており、最終作「エディス」でアランから死んだシャーロッテの妹エディス・エヴァンズに手渡されている。ただし、「エディス」の中でこの絵は「花の中のランプトン」という名前に変えられている。
- 作者はランプトンの絵について、「たまたま、マネージャー（城章子氏）が持っていた複製画が気に入って」「あれこれ考えているうちに、「ランプトン」のストーリーが浮かんできました」と述べている[4]。
- 池田理代子も当時の三和銀行（現・三菱UFJ銀行）のカレンダーやメモ帳などの印刷物としてたまたま目に触れたこの絵をモチーフとして、『ベルサイユのばら』の扉絵にマリー・アントワネットの第1王子、ルイ・ジョゼフ・ド・フランスのイラストを描いている[5]。